# Chuyến bay 676 của China Airlines
Chuyến bay số 676 của China Airlines Flight  (CAL676, CI676) là một chuyến bay thường lệ theo lịch trình đã bị rơi xuống đường và khu dân cư ở Tayuan, huyện Đào Viên (Nay là thành phố Đào Viên), gần Sân bay quốc tế Sân bay Quốc tế Tưởng Giới Thạch (Ngày nay là Sân bay Quốc tế Đào Viên) vào tối ngày thứ Hai, 16 tháng 2 năm 1998.
Chiếc máy bay phản lực Airbus A300 đang trên đường từ Sân bay Quốc tế Ngurah Rai ở Bali, Indonesia đến Đài Loan. Thời tiết khắc nghiệt với mưa và sương mù khi máy bay tiếp cận Sân bay Quốc tế Tưởng Giới Thạch, vì vậy các phi công đã bay vòng quanh sân bay để chờ hạ cánh. Sau khi máy bay đã được chấp nhận để đáp ở đường băng số 05L, chế độ lái tự động đã được tắt và phi công đã cố gắng tự thực hiện việc tiếp đất. Máy bay đột nhiên chậm lại, bay lên một góc 40 độ, sau khi lên đến độ cao 1.000 feet (300 m), máy bay thất tốc, rơi vào một khu dân cư và bùng cháy vào lúc 4 giờ 20 phút chiều giờ địa phương. Tất cả 196 người trên tàu đã bị thiệt mạng (bao gồm chủ tịch của Ngân hàng Trung ương Đài Loan, Sheu Yuan-dong, vợ ông, Huang Mian-mei, và ba quan chức của ngân hàng trung ương Đài Loan), cùng với sáu người trên mặt đất. Hsu Lu, người quản lý của Đài tiếng nói Đài Bắc, tường thuật rằng có một cậu bé được cứu sống từ đống đổ nát nhưng sau đó đã tử vong.
Các bản ghi âm buồng lái đã bị rò rỉ trên Internet, nhưng đã bị xóa sau đó vì nó được coi như tài sản của chính phủ Đài Loan.
Với 202 người tử vong, đây là thảm họa hàng không khủng khiếp nhất của năm 1998 cho đến khi Chuyến bay 111 của Swissair bị rơi xuống bờ biển phía đông của Canada vào ngày 2 tháng 9, làm thiệt mạng 229 người. Tuy vậy đây vẫn là tai nạn hàng không thảm khốc nhất tại Đài Loan và có số người chết nhiều thứ năm liên quan đến máy bay Airbus A300. China Airlines có 12 chiếc A300 trong đội bay vào thời điểm xảy ra tai nạn. Đây cũng là tai nạn thảm khốc thứ hai trong lịch sử Đài Loan, sau tai nạn của chuyến Bay 611 cũng của China Airlines, máy bay Boeing 747-209B bị rơi ở Eo biển Đài Loan làm 225  người tử vong.

## Máy bay và phi hành đoàn
Máy bay liên quan đến vụ tai nạn là một chiếc Airbus A300B4-622R, số hiệu B-1814. Chiếc máy bay này được giao cho China Airlines vào ngày 14 tháng 12 năm 1990 và sử dụng động cơ 2x Pratt and Whitney PW4156. Máy bay đã được 7.3 tuổi vào thời điểm tai nạn và đã thực hiện được 20,193 giờ bay. Cơ trưởng Kang Long-Lin, 49 tuổi, gia nhập China Airlines năm 1990, và có kinh nghiệm 7,210 giờ bay. Cơ phó Jiang Der-Sheng, 44 tuổi, gia nhập China Airlines năm 1996, và có kinh nghiệm 3,530 giờ bay. Cả hai phi công đều từng công tác tại Không lực Cộng hòa Trung Hoa Dân Quốc.

## Tai nạn
Chiếc máy bay cất cánh lúc 15:27 giờ địa phương từ Sân bay Quốc tế Ngurah Rai ở Bali, Indonesia đến Sân bay quốc tế Tưởng Giới Thạch ở Đài Bắc, Đài Loan mang theo 182 hành khách và 14 thành viên phi hành đoàn.
Chiếc máy bay Airbus đã tiến hành phương pháp tiếp cận ILS/DME tại đường lăn số hiệu 05L ở sân bay quốc tế Tưởng Giới Thạch ở Đài Bắc trong điều kiện thời tiết xấu, có mưa nhỏ và sương mù, nhưng lại ở độ cao quá cao (300m) để chỉnh độ dốc xuống (ở độ cao 1.515 feet, cách ngưỡng 1.2 nm). Bay vòng được thực hiện trễ hơn 19 giây so với ngưỡng hạ cánh (ở 1.475 feet AGL). Càng đáp đã được nâng lên và các cánh tà được thiết lập góc nghiêng 20 độ khi Airbus vượt qua độ cao 1.723 feet trong lúc nghiêng lên một góc 35 độ.
Khi đạt đến độ cao 2.751 feet (góc nghiêng 42,7 độ, tốc độ 45 hải lý), CAL616 đã bị thất tốc. Nỗ lực kiểm soát máy bay không thành công, máy bay rơi xuống và tan tành ở một nơi cách đường lăn 200 feet. Sau đó, nó đã trượt lên phía trước, đâm vào một cột điện và một trụ đỡ của đường cao tốc và trượt vào một số ngôi nhà gần đó, bao quanh bởi các trại nuôi cá, ruộng lúa, nhà máy và kho bãi, sau đó phát nổ, giết chết tất cả nạn nhân trên máy bay.
Thời tiết cho tầm nhìn khoảng 2.400 feet, đường băng RVR 05L với chiều dài 3.900 feet. Theo CVR (Ghi âm buồng lái), những lời cuối cùng là từ cơ trưởng là 'Ôi! Chúa tôi!'. Âm thanh này được ghi nhận cùng với các tiếng cảnh báo địa hình và tiếng cảnh báo.

## Điều tra và kết luận
Lúc tiến hành hạ cánh, máy bay đã cao hơn 300 mét so với độ cao bình thường khi nó cách sân bay chỉ sáu hải lý. Tháp điều khiển đã yêu cầu chiếc máy bay hủy bỏ nỗ lực hạ cánh, và "go around" để hạ cánh lần thứ hai. Trong thời gian này, phi công đã vô tình làm gián đoạn chế độ lái tự động của máy bay nhưng không nhận thức được điều đó, và đã mắc sai lầm khi thực hiện các biện pháp cho nỗ lực hạ cánh lần thứ hai. Khi anh nhận được lệnh "go around", cơ trưởng đã không làm gì để chủ động kiểm soát máy bay vì anh ta nghĩ rằng chế độ tự hành sẽ bắt đầu điều khiển chiếc máy bay bay vòng. Trong 11 giây, máy bay không được ai kiểm soát.
Sau một cuộc điều tra chính thức đã kéo dài gần hai năm, báo cáo cuối cùng của một đội đặc nhiệm thuộc Cục Hàng không dân dụng đã kết luận rằng sai lầm của phi công là nguyên nhân đằng sau vụ tai nạn của chuyến bay 676. Báo cáo kết luận bằng cách chỉ ra rằng China Airlines đã "đào tạo không đầy đủ" và "quản lý kém các thiết bị trong buồng lái".

## Phần ghi âm
Người nói được bôi đậm
- TWR - Tháp điều khiển sân bay Quốc tế Tưởng Giới Thạch
- F/O - Cơ phó của CI676
- Capt - Cơ trưởng của CI676
- CAM - Tiếng phát ra từ khu vực buồng lái, ở đây có một máy ghi âm ghi lại những âm thanh không xác định mà nó ghi nhận được.
- CAL - Không rõ. Đây có thể là những âm thanh lỗi mà CAM ghi nhận.

12:04:26 TWR Clear to land. Wind 360 at 3, clear to land.
12:04:29 F/O Roger, clear to land, Dynasty 676.
12:04:34 F/O OK. Glide Slope blue. Localiser green.
12:04:42 Capt 1000 feet higher.
12:04:52 Capt Come on, 1000!
12:04:56 Capt OK. 30/40.
12:04:57 F/O 30/40.
12:05:02 F/O Landing gear, down, three green.
12:05:04 F/O Anti-skid, normal and eight released.
12:05:06 F/O Slat/Flap, 30/40.
12:05:07 F/O Spoiler.
12:05:09 F/O Armed.
12:05:10 F/O Landing light, on.
12:05:12 F/O Landing check list complete.
12:05:14 Capt Go lever, Go Around.
12:05:15 F/O Go Around, Go level.
12:05:17 Capt Yes. Go!
12:05:19 Capt Positive, gears up!
12:05:20 Capt Gear Up!
12:05:22 F/O Heading Select, flaps.
12:05:26 F/O Plus 10
12:05:27 CAM Don, Don....
12:05:29 Capt Latch.
12:05:32 CAM Don,
12:05:33 CAM Du
12:05:34 CAM Wu.....
12:05:36 CAM Wu Lu.......
12:05:37 CAM Wu Lu....., D-ling
12:05:38 CAM D-ling.
12:05:40 Capt OK
12:05:42 CAM Don
12:05:43 CAM Don
12:05:44 CAM Don
12:05:45 Capt OH! My God!
12:05:46 TWR Dynasty 676, confirm go around?
12:05:49 CAM Du....
12:05:50 CAL 676 (F/O)	Confirm go around!
12:05:52 F/O Pull it up, too low!
12:05:53 CAM Whoop, Whoop, Pull up, Da La, Da La, Da La.
12:05:55 CAM Whoop Whoop Da La, Pull Up.
12:05:57 CAM Whoop. Whoop, Pull
12:05:58 CAM Da La.
Hết phần ghi âm

## Ngưng số hiệu chuyến bay
Sau vụ tai nạn, số hiệu chuyến bay 676 được đổi thành 772 và vẫn được vận hành bởi máy bay Airbus A300 cho đến khi nó được thay thế bởi máy bay Airbus A330

## Đường dẫn ngoài
- "Mourners gather to identify victims of Taiwan crash" (). CNN. ngày 17 tháng 2 năm 1998.
- "205 dead as China Air jet slams into Taiwan" (Archive). CNN. ngày 16 tháng 2 năm 1998.
- The Crash of Flight CI676, a China Airlines Airbus A300, Taipei, Taiwan, Monday 16 February, 1998: What We Know So Far – University of Bielefeld
- CVR Transcript of Flight 676